# Peter Sellars
Peter Sellars (Pittsburgh, Pennsylvania, 1957. szeptember 27. –) amerikai rendező, a klasszikus és kortárs színházi művek (kiemelten operák) egyedi színrevitelével vált híressé. Az UCLA (University of California, Los Angeles) egyetemi oktatója, ahol két kurzus kötődik a nevéhez: művészet, mint szociális cselekvés és művészet, mint morális cselekvés.

## Diákévek
A Phillips Academyn folytatott tanulmányai után a Harvard Egyetemen szerzett diplomát 1980-ban. Még egyetemistaként részt vett Wagner A Nibelung gyűrűje nyomán rendezett bábjátékban, valamint megrendezte a Három nővér egy minimalista változatát. Az ő nevéhez fűződik Shakespeare Antonius és Kleopátrájának bemutatása a harvardi Adams Ház uszodájában. A darab felkeltette a campuson kívüli sajtó figyelmét is. Hasonló érdeklődést váltott ki a Lear király, melyben egy Lincoln Continentalt is felvonultatott a színen.
Utolsó éves hallgatóként színpadra vitte Gogol Revizorát, a Cambridge-i (Massachusetts) American Repertory Theaterben. 
Később tanulmányokat folytatott Japánban, Kínában és Indiában is. 

## Karrier
♦ 1980 nyara – Don Giovanni (opera, Mozart): 
A darab a manchester-i (New Hampshire) Monadnock Music Festival keretein belül jutott érvényre. Egy blaxploitation film („fekete film”) hangulatát elevenítette fel, melyben a címszereplő majdnem teljesen meztelenül heroint adagolt be magának. Az Opera News kritikája szerint az említett alkotás egy „művészi vandalizmus”. 
♦ 1980 tél – Orlando (opera, Händel):
Az American Repertory Theater-ben került megrendezésre. Országos figyelmet nyert vele, valószínűleg a különleges, űrben játszódó koncepciónak köszönhetően.
♦ 1983/84-es évad – a Boston Shakespeare Company rendezője
A legnagyobb hatást keltő darabjai:
- Pericles, Tyrus hercege (Shakespeare)

- The Lighthouse (Peter Maxwell Davies)

♦ 1984-1986 – a Washington-beli American National Theater rendezője és művészeti vezetője
- Monte Cristo grófja (James O’Neill)

 fontosabb szereplők: Richard Thomas, Patti LuPone és Zakes Mokae
 díszlettervező: George Tsypin
jelmeztervező: Dunya Ramicova
fénytechnika: James F. Ingalls
- Idiot’s Delight (Robert Sherwood)

- Aiasz (Robert Auletta,Szophoklész nyomán)

♦ 1990-1993 – a Los Angeles Festivals művészeti igazgatója, ahol olyan tehetséges művészek mutatkoztak be, mint az iráni származású Reza Abdoh, vagy Frank Ambriz, író.
♦ 1993 – az Edinburgh-i Nemzetközi Fesztiválra megrendezte a Perzsákat (Aeiszkhülosz), melyet válasznak szánt a ’90-91-es Öbölháborúra. 
♦ 2006 augusztus – Zaide (Mozart befejezetlen operája alapján)
Az előadás a Mostly Mozart Fesztiválon került bemutatásra (Lincoln Center, New York). A koncertet megelőző megbeszéléseken szó volt a kortárs rabszolgaságról és annak felszámolásáról, valamint Mozart egalitarista nézeteiről is. 
♦ 2006. év vége – Bécsben megszervezte a New Crowned Hope Fesztivált (a „Mozart Év” részeként), ahol megrendezte az A Flowering Tree-t, John Adams akkori legújabb operáját, és Kaija Saariaho oratóriumát, a La Passion de Simon-t.
♦ 2007. ápr. 29. – az ötvenedik San Francisco-i Nemzetközi Filmfesztiválon neki köszönhetően kerültek levetítésre: 
- Daratt, a száraz évszak (Mahamat Saleh Haroun)
- Opera Jawa (Garin Nugroho)
- Wonders are many (Jon H. Else) … dokumentumfilm Sellars és Adams munkájáról a Doctor Atomic kapcsán 
♦ 2009. év eleje – társkurátora volt a kaliforniai Santa Monica Művészeti Múzeumban [Santa Monica Museum of Art] megrendezett kortárs kiállításnak, mely Elias Simé, etióp művész munkáit sorakoztatta fel. 
♦ 2009 ősze – a New York City Public Theater-ben bemutatásra került az Othello (Shakespeare), Sellars rendezésében. Iago szerepében Philip Seymour Hoffman-t láthattuk. 
♦ 2011 – a Nixon Kínában (opera, Adams) megrendezése a Metropolitan Operában (New York)
Február 12-én a világ több színházában is levetítésre került. A színfalak mögötti interjúban, Sellars utalt Hosni Mubarak elnök előző napi kairói bukására, amit összehasonlított azzal a fontos eseménnyel, mikor Richard Nixon először találkozott Mao Ce-tunggal Pekingben, hogy teret nyissanak a diplomáciai és kereskedelmi kapcsolatoknak a két ország között. 
♦ 2011 nyár – Griselda (Vivaldi) megrendezése a Santa Fe Operában (Új-Mexikó)
♦ 2017 november – debütált Adams Girls of the Golden West című operája, melynek Sellars írta a librettóját. Az inspirációt Puccini, A Nyugat lánya című darabja tanulmányozása közben kapta. 

## Egyéb munkái
♦ Az Emmanuel Music-kal (és annak vezetőjével, Craig Smith-el) együttműködve született egy Mozart-sorozat, melyben feldolgozásra került:
- Cosi fan tutte (egy Cape Cod-i étkezdében)[10]

- Figaro házassága (egy luxus apartmanban – Trump Tower, New York)[11]

- Don Giovanni (Spanyol Harlem, New York)

Ezeket az ORF által megörökített (1989.), kritikusok által is sikeresnek nyilvánított alkotásokat később a PBS sugározta. 
♦ Sellars meghívást kapott a Salzburg- és a Glyndebourne-i Opera Fesztiválra, ahol különféle XX. századi operákat emelt magasabb szintekre:
- Assisi Szent Ferenc (Olivier Messiaen)

- Mathis, a festő (Paul Hindemith)

- Le Grand Macabre (Ligeti György)
- Nixon Kínában és The Death of Klinghoffer – premierek (John Adams; librettó: Alice Goodman, koreográfia: Mark Morris)

- L'Amour de loin – premier (Kaija Saariaho első operája)

♦ Egyéb projektek, melyek alkotófolyamatában részt vett:
- Giulio Cesare (opera, Händel)

- Theodora (oratórium, Händel)

- A katona története (Sztravinszkij) – a Los Angeles-i Filharmonikusok kíséretével (vezényelt: Esa-Pekka Salonen)

- I Was Looking at the Ceiling and Then I Saw the Sky (John Adams)

- The Peony Pavilion (Tang Xianzu)

### Film
♦ Lear király (Jean-Luc Godard)- szereplő, társíró /1987./
♦ apró epizódszerepek tv-sorozatokban: 
- Miami Vice (epizód: Tale of the Goat /1985./
- The Equalizer (epizód: Last Call /1988./[12]

♦ The Cabinet of Dr. Ramirez (színes zenés némafilm) – rendező
főbb szerepekben: Joan Cusack, Peter Gallagher, Ron Vawter és Mikhail Baryshnikov /1991./
♦ Wonders Are Many – szereplő, dokumentumfilm /2007./

### Könyv
Munkásságát John Freeman örökítette meg: The Greatest Shows on Earth: World Theatre from Peter Brook to the Sydney Olympics

## Díjak
♦ 1983 – MacArthur Fellowship
(a „zseni-díjnak” becézett ösztöndíját tehetséges és ígéretes pálya előtt álló alkotóművészek és kutatók kapják)
♦ 1998 – Erasmus-díj
(az amerikai és az európai kulturális hagyományok elegyítésére tett törekvéseiért, operákon és színdarabokon keresztül)
♦ 2001 – Harvard Arts Medal
(olyan személy, aki kiemelkedően hozzájárult a közjó érdekéhez művészeti, vagy oktatási területen)  
♦ 2005 – The Dorothy and Lillian Gish-díj
(évente osztják „annak a férfinek vagy nőnek, aki leginkább hozzájárult a világ szépségéhez, az emberiség boldogságához és az élet megértéséhez”)
♦ 2014 – a svéd Polar Music-díj
(svéd nemzetközi díj, melyet évente osztanak olyan zenészeknek, zenekaroknak, melyek különösképp elősegítette a zene fejlődését)

## Kritikák
♦ Sellars-t sok kritika érte amiatt, hogy túl szabadon kezelte a zeneszerzői szándékokat. Ligeti Györgyöt mélyen megdöbbentette és felzaklatta a saját művével, a Le Grand Macabre-val való találkozás (Salzburg Fesztivál, 1997.). Megemlítendő azonban, hogy Ligeti a próbák többségén jelen volt, mégis csak néhány nappal a nyitás előtt hallatta panaszát a sajtónak azzal, ami magával vonja annak gyanúját, hogy csak nyilvánosságra törekedett. 
♦ Másfelől Kaija Saariaho nyilítkozata szerint, Sellars és a saját elgondolása a L'Amour de loin-ról tökéletes összhangban állt.
A két művész a későbbiekben is dolgozott még együtt 2006-ban (Párizs) és 2008-ban (Helsinki és Santa Fe), mely munka során Sellars megrendezte a zeneszerzőnő második operáját, az Adriana Mater-t.
„Egy TV-interjú során Saariaho, az előadás hősének nevezte Sellars-t. A keserű és erőszakos háborús eseményeket Sellars a remény dimenziójába helyezte, ami változtatott az eredeti terveken.”
♦ 2001-ben rövid ideig az Adelaide Művészeti Fesztivál (Dél-Ausztrália) igazgatója volt. Ezen időszakot tartják a legvitatottabbnak a fesztivál történelmében. Elmondása szerint a hirtelen távozás indoka az volt, hogy „akadályozza a fesztivál fejlődését”.
Carolyn Ann Pickles, ausztrál politikus szerint: "Peter Sellars arra kérte fel a közösséget, hogy feltétlen bizalommal fogadja az ő sajátos tematikus fesztiválját. (…) Hittel követtük és ringattuk az álmát, de hamar nyilvánvalóvá vált, hogy … a császárnak nincs ruhája. A kritikusok negatív véleménye, a fesztivál bizottság kitaszító döntéséhez vezetett.”
♦ Elisabeth Schwarzkopf, híres német szoprán így nyilatkozott róla: „Vannak nevek, melyek említésének nincs helye a házamban. Ne ejtsétek ki a nevét az én jelenlétemben. Láttam, mit művelt: bűn. Ahogy a férjem mondta, ez idáig még senki nem merészelt behatolni a Louvre-ba, hogy össze-graffitizze a Mona Lisa-t. De íme, vannak olyan rendezők, akik mernek graffitit fújni igazi mesterművekre.”

## Fordítás
- Ez a szócikk részben vagy egészben  a   Peter Sellars című angol Wikipédia-szócikk ezen változatának fordításán alapul.  Az eredeti cikk szerkesztőit annak laptörténete sorolja fel. Ez a jelzés csupán a megfogalmazás eredetét és a szerzői jogokat jelzi, nem szolgál a cikkben szereplő információk forrásmegjelöléseként.
- Ez a szócikk részben vagy egészben  a   Peter Sellars című román Wikipédia-szócikk ezen változatának fordításán alapul.  Az eredeti cikk szerkesztőit annak laptörténete sorolja fel. Ez a jelzés csupán a megfogalmazás eredetét és a szerzői jogokat jelzi, nem szolgál a cikkben szereplő információk forrásmegjelöléseként.